# Schloss Briesen
Burg Briesen im polnischen Wąbrzeźno (Briesen) ist die Ruine einer Burg des Bistums Kulm im historischen Westpreußen.

## Geschichte
Der Bau der steinernen Burg, damals Burg Friedeck genannt, wurde Anfang des 14. Jahrhunderts unter Bischof Hermann (1303–1311) begonnen. Während des Dreizehnjährigen Kriegs wurde die Burg 1454 polnisch besetzt, 1464 von Ordenstruppen gebrandschatzt. 
Nach den Kriegsschäden wurde die Burg wieder aufgebaut und diente weiterhin als Bischofssitz. In den Jahren 1611 bis 1613, während der Herrschaft des Bischofs Maciej Konopacki, erfolgte der barocke Ausbau des Schlosses. Während des Nordischen Kriegs wurde die Burg 1655/56 von schwedischen Truppen zerstört. Im Jahr 1670 ist die Burg als Ruine erwähnt. Im Lauf des 18. und 19. Jahrhunderts wurden die Mauern der Vorburg und der Hauptburg abgetragen.

## Architektur
Die Burg stand auf dem künstlich erhöhten Ende der Halbinsel im Schlosssee. Die Burg war nach dem klassischen Kastelltyp der Deutschordensburgen dreiflügelig aus Ziegeln auf einem Steinfundament gebaut. Die Stellung des achteckigen Bergfrieds war ungewöhnlich, der in der Mitte der Ostseite angebaut war und mit der Hälfte seines Umfangs über die Flucht der Ringmauer hervortrat.
Die befestigte Vorburg hatte ca. 120 m Länge und war von der Hauptburg durch einen Graben getrennt. Der Eingang in die Vorburg führte durch das Tor in der nordöstlichen Mauer, das zusätzlich durch zwei Ecktürme geschützt war.
Inventare aus dem 17. Jahrhundert belegen, dass sich im Hauptgeschoss des Südflügels eine Kapelle, Sakristei und Winterremter befanden, während der Ostflügel den Sommerremter und der Nordflügel die bischöflichen Wohngemächer beherbergten.

## Heutiger Zustand
Am besten erhalten ist der Bereich um den Bergfried herum, wo Fragmente der Umfassungsmauern nach bis zur Höhe von zwei Metern stehen und darunter ein Keller mit Fragmenten des Gewölbes erhalten ist.

## Nachweise
- Christofer Herrmann: Burgen im Ordensland Preußen: Handbuch zu den Deutschordens- und Bischofsburgen in Ost- und Westpreußen. Michael Imhof Verlag, 2015, S. 83–84.
- Wabrzezno Bishop’s Castle. Abgerufen am 13. Mai 2021 (englisch).